# Diego de Alvear (nieto)
Diego Federico de Alvear (Buenos Aires, 17 de diciembre de 1825-ibídem, 13 de diciembre de 1887) fue un abogado, estanciero y político argentino, que se desempeñó como senador nacional por la Capital Federal entre 1882 y 1887.

## Biografía
Nació en 1825, hijo del militar y político Carlos María de Alvear y de María del Carmen Sáenz de la Quintanilla. Su abuelo fue el también militar y político español Diego de Alvear y Ponce de León. Su hermano, Torcuato, fue el primer intendente de la Municipalidad de Buenos Aires (1883-1887).
Estudió en Estados Unidos, mientras su padre cumplía funciones diplomáticas, y se recibió de abogado en la Universidad de Buenos Aires. Fue anfitrión de tertulias y reuniones. Adhirió al pensamiento de Juan Bautista Alberdi, fundando en 1852 el Club del Progreso, el primer club de caballeros en Sudamérica.
Fue terrateniente en las provincias de Buenos Aires y Santa Fe, donde obtuvo tierras en el sudoeste santafesino. En esas tierras, en 1869 fundó la colonia agrícola de Teodelina, denominada así por su esposa, la estanciera Teodelina Fernández Coronel, con quien había contraído matrimonio en 1848. También adquirió tierras en el sur de las provincias de San Luis y Mendoza, y en el norte del entonces Territorio Nacional de la Pampa. Sus descendientes años más tarde fundaron la localidad mendocina de General Alvear.
En 1875 fue designado ministro plenipotenciario en el Reino Unido.
Junto a Antonino Cambaceres, en 1882 fueron nombrados como los primeros senadores nacionales por la Capital Federal. Su mandato (renovado en 1883) se extendía hasta 1892 pero renunció en mayo de 1887, siendo sucedido por Julio Argentino Roca.
Falleció en diciembre de 1887 a los 61 años, siendo sepultado en el cementerio de la Recoleta.
Desde 1903 la localidad santafesina de Diego de Alvear lleva su nombre.